# 士官の娘
『士官の娘』（しかんのむすめ）は、帝政ロシアの詩人アレクサンドル・プーシキンが1836年に発表した散文小説、Капитанская дочка を、1904年（明治37年）、足立北鴎、徳田秋声が共同で翻訳・出版した日本語題であり、1915年（大正4年）製作・公開、細山喜代松監督による日本のサイレント映画である。前者に関しては、徳田訳以外では『大尉の娘』と訳される。

## 略歴・概要
小説『士官の娘』は、足立北鴎と徳田秋声が翻訳し、1904年（明治37年）2月に東京市日本橋区馬喰町（現在の東京都中央区日本橋馬喰町）の出版社集成堂から上梓した。瀬戸義直が1916年（大正5年）に『大尉の娘』のタイトルに改題し、翻訳して東京社から上梓したものをはじめ、第二次世界大戦後、1948年（昭和23年）に神西清訳で岩波文庫に収録したもの等、ことごとく『大尉の娘』で統一されている。徳田版に関しては、2002年（平成12年）に八木書店が刊行した『徳田秋聲全集 第26巻』に『士官の娘』のタイトルで収録されている。
映画『士官の娘』は、日活が1913年（大正2年）に開設した映画スタジオである日活向島撮影所で、1915年（大正4年）に製作され、同年2月に浅草公園六区の三友館等で公開された。瀬戸版『大尉の娘』が刊行される1年前であり、徳田版のタイトルを採用している。プーシキンの『大尉の娘』は1947年（昭和22年）に製作・公開されたマリオ・カメリーニ監督のイタリア映画『大尉の娘』以降、全世界で5回映画化されているが、Internet Movie Databaseのプーシキンの項をみる限り、細山喜代松が監督した日活向島版が、同小説の世界でもっとも早い映画化である。前年1914年（大正3年）、細山は、レフ・トルストイの小説『復活』を映画化し、『カチューシャ』のタイトルで同年10月31日に公開し、大ヒットを得ている。その続編『後のカチューシャ』も細山が監督し、『士官の娘』の1か月前の1月に公開している。『士官の娘』はその流れの中で製作されている。
映画『士官の娘』は、東京国立近代美術館フィルムセンターに所蔵されていない。したがってフィルムプリントの有無は確認されていない。
小説『士官の娘』は、2009年（平成21年）11月現在、2002年版以外は、絶版である。青空文庫には収録されてはいない。国立国会図書館の「近代デジタルライブラリー」には、1904年版がデジタル画像収録されており、ウェブサイト上で閲覧・ダウンロードが可能である。

## 映画

### スタッフ・作品データ・キャスト
- 監督 : 細山喜代松
- 原作 : アレクサンドル・プーシキン
- 脚本 : 不明
- 撮影 : 不明
- 出演 : 不明

- 製作 : 日活向島撮影所
- 上映時間（巻数） : 不明
- フォーマット : 白黒映画 - スタンダードサイズ（1.33:1） - サイレント映画
- 公開日 :  日本 1915年2月
- 配給 :  日活
- 初回興行 : 浅草・三友館

## 関連作品
- 大尉の娘 (1947年の映画) - 1947年版
- テンペスト (1958年の映画) - 1958年版

## 註
1. ↑  大尉の娘 1916年、国立国会図書館、2009年11月30日閲覧。
2. ↑  大尉の娘 1948年、国立国会図書館、2009年11月30日閲覧。
3. ↑  OPAC NDL、検索結果、国立国会図書館、2009年11月30日閲覧。
4. ↑  徳田秋聲全集 第26巻、国立国会図書館、2009年11月30日閲覧。
5. ↑  Alexander Pushkin - IMDb（英語）、2009年11月30日閲覧。
6. ↑  『日本映画発達史 1 活動写真時代』、田中純一郎、中央公論社、1968年、p.218-223.
7. ↑  後のカチューシャ、日本映画データベース、2009年11月30日閲覧。
8. ↑  細山喜代松、日本映画データベース、2009年11月30日閲覧。
9. ↑  所蔵映画フィルム検索システム、東京国立近代美術館フィルムセンター、2009年11月30日閲覧。
10. ↑  徳田秋声、青空文庫、2009年11月30日閲覧。
11. ↑  国立国会図書館デジタルコレクション、検索結果、国立国会図書館、2009年11月30日閲覧。